# Australische Cricket-Nationalmannschaft in Pakistan in der Saison 1998/99
Die Tour der australischen Cricket-Nationalmannschaft nach Pakistan in der Saison 1998/99 fand vom 1. Oktober bis zum 10. November 1998 statt. Die internationale Cricket-Tour war Bestandteil der Internationalen Cricket-Saison 1998/99 und umfasste drei Tests und drei ODIs. Australien gewann beide Serien 3–0.

## Vorgeschichte
Für beide Mannschaften war es die erste Tour der Saison.
Das letzte Aufeinandertreffen der beiden Mannschaften fand in der Saison 1995/96 in Australien statt.

## Stadien
Die folgenden Stadien wurden für die Tour als Austragungsort vorgesehen.
| Stadion                    | Stadt      | Kapazität | Spiele          |
| -------------------------- | ---------- | --------- | --------------- |
| National Stadium           | Karatschi  | 34.228    | 3. Test; 1. ODI |
| Gaddafi Stadium            | Lahore     | 60.000    | 3. ODI          |
| Arbab Niaz Stadium         | Peschawar  | 20.000    | 2. Test; 2. ODI |
| Rawalpindi Cricket Stadium | Rawalpindi | 25.000    | 1. Test         |

## Kaderlisten
Die folgenden Kader wurden von den Mannschaften benannt.
| Test | Test | ODI | ODI |
| Pakistan | Australien | Pakistan | Australien |
| --- | --- | --- | --- |
| - Aamer Sohail - Arshad Khan - Azhar Mahmood - Ijaz Ahmed - Inzamam-ul-Haq - Mohammad Hussain - Mohammad Wasim - Mohammad Zahid - Moin Khan - Mushtaq Ahmed - Saeed Anwar - Saleem Malik - Saqlain Mushtaq - Shahid Afridi - Shakeel Ahmed - Wasim Akram - Yousuf Youhana - Shoaib Akhtar | - Damien Fleming - Ian Healy - Justin Langer - Darren Lehmann - Stuart MacGill - Glenn McGrath - Colin Miller - Ricky Ponting - Gavin Robertson - Michael Slater - Mark Taylor - Mark Waugh - Steve Waugh | - Aamer Sohail - Arshad Khan - Asif Mahmood - Azhar Mahmood - Azam Khan - Ijaz Ahmed - Kabir Khan - Moin Khan - Asleem Malik - Asleem Elahi - Saqlain Mushtaq - Shahid Afridi - Shoaib Akhtar - Wasim Akram - Yousuf Youhana | - Michael Bevan - Damien Fleming - Adam Gilchrist - Brandon Julian - Darren Lehmann - Damien Martyn - Glenn McGrath - Ricky Ponting - Andrew Symonds - Mark Waugh - Steve Waugh - Brad Young |

## Tour Matches
| 25. – 28. September Scorecard | Karachi | Australians 540-9d (132) & 194-2d (52) | – | Karachi Cricket Association 278 (85.5) & 123 (38.4) |
|                               |         | Australians gewinnt mit 333 Runs       |   |                                                     |

| 8. – 11. Oktober Scorecard | Rawalpindi | Australians 355 (99) & 298 (79.1) | – | Rawalpindi Division Cricket Association 261 (99.3) & 263-3 (72.5) |
|                            |            | Remis                             |   |                                                                   |

| 4. November Scorecard | Karachi | Australians 234 (48.2)          | – | Karachi 169 (47.5) |
|                       |         | Australians gewinnt mit 65 Runs |   |                    |

## Tests

### Erster Test in Rawalpindi
| 1. – 5. Oktober Scorecard | Rawalpindi | Pakistan 269 (97) & 145 (75.5) | – | Australien 513 (173.5) |
|                           |            | Australien gewinnt mit 99 Runs |   |                        |

### Zweiter Test in Peschawar
| 15. – 19. Oktober Scorecard | Peschawar | Australien 599-4d (174) & 289-5 (88) | – | Pakistan 580-9d (172.1) |
|                             |           | Remis                                |   |                         |

### Dritter Test in Karachi
| 22. – 26. Oktober Scorecard | Karachi | Australien 280 (125.3) & 390 (142.3) | – | Pakistan 252 (89.4) & 262-5 (86) |
|                             |         | Remis                                |   |                                  |

## One-Day Internationals

### Erstes ODI in Karachi
| 6. November Scorecard | Karachi | Australien 324-8 (50)          | – | Pakistan 238 (47.2) |
|                       |         | Australien gewinnt mit 86 Runs |   |                     |

### Zweites ODI in Peschawar
| 8. November Scorecard | Peschawar | Pakistan 217-7 (50)              | – | Australien 220-5 (48.1) |
|                       |           | Australien gewinnt mit 5 Wickets |   |                         |

### Drittes ODI in Lahore
| 10. November Scorecard | Lahore | Pakistan 315-8 (50)              | – | Australien 316-4 (48.5) |
|                        |        | Australien gewinnt mit 6 Wickets |   |                         |